# Simple Twist of Fate
Simple Twist of Fate är en låt skriven och lanserad av Bob Dylan på albumet Blood on the Tracks 1975. På låten minns berättaren till ett sparsmakat musikarrangemang med akustisk gitarr och munspel olika episoder ur ett kärleksförhållande som tagit slut. Den finns med på deluxe-versionen av samlingsalbumet Dylan från 2007. En liveversion finns på albumet At Budokan från 1978.
Denna låt har senare spelats in av Joan Baez (albumet Diamonds & Rust 1975), The Jerry García Band (1991), Jeff Tweedy (soundtrack till I'm Not There 2007), Bryan Ferry (albumet Dylanesque 2007), och Diana Krall på välgörenhetsalbumet Chimes of Freedom 2012. Den finns även i en svensk version av Mikael Wiehe och Ebba Forsberg under titeln "Ödets sista bud" på albumet Dylan på svenska.